# Kalle Anka och hans vänner önskar God Jul
Kalle Anka och hans vänner önskar God Jul (engelska: From All of Us to All of You) är ett amerikanskt TV-program som premiärsändes i amerikansk TV den 19 december 1958 som ett avsnitt i TV-serien The Wonderful World of Disney.
Programmet har sedan sänts i flera länders TV under julen. I Sveriges Television sänds det på julafton varje år sedan 1960. Det har fått ett stort genomslag i Sverige och i svenskt julfirande. Programmet har under många år tagit förstaplatsen som årets mest sedda TV-program och på julafton 2020 slog programmet med sina 4 519 000 tittare rekordet som Sveriges mest sedda TV-program någonsin. Programmet samlar många familjer och delar in julafton i aktiviteter före och efter programmet, före och efter Kalle Anka.

## Om programmet
Programmet är tecknat och inramningen är ett hyllningsprogram till Disneys filmer, karaktärer och specialinspelade inslag. Programmet leds av den fiktiva figuren Benjamin Syrsa med hjälp av Tingeling, Musse Pigg och Pluto. Flera av figurerna tas upp på scenen och intervjuas, eller deltar via inskickade "vykort".
För den svenska berättarrösten, sedan starten år 1960, svarar Bengt Feldreich. Han spelade även nya versioner varje år inför "årets överraskningar", där nya tecknade filmer från Disney presenteras, de sista inför julen 2019, strax innan han avled. I avslutningsscenen sjunger Benjamin Syrsa (Bengt Feldreich sjunger med i första versen) "Ser du stjärnan i det blå?" i skenet av ett stearinljus.

## Förändringar och innehåll
Före 1976 kunde sändningstiden variera under eftermiddagen. Mellan 1976 och 2020 sändes det klockan 15.00, men år 2021 ändrades tiden till 15.05, i samband med att Sveriges Televisions julvärd presenterar sig 15.00 och tänder ett ljus. De första åren, fram till 1966 var innehållet identiskt. Därefter byttes ett eller flera filmklipp ut årligen. År 1982 togs berättelsen om Tjuren Ferdinand bort, vilket väckte stora protester och därefter har inga fasta inslag tagits bort av Sveriges Television. År 1998 kunde Sveriges Television inte visa inslaget ur filmen Robin Hood av upphovsrättsliga skäl, men de löstes till året efter och då sändes det inslaget igen. 2021 visades programmet enbart på SVT1 och SVT Play när det sändes, inte i efterhand på SVT Play.
Under sent 1990-tal ville Mikael Olsson, som var programdirektör på SVT, få till en debatt om programmets framtid. Han var tydlig med att han enbart ville uppmana till diskussion och inte lägga ned det. Dåvarande TV-chefen Sam Nilsson intygade att det inte fanns någon vilja eller planer på att sluta visa programmet i SVT, utan att avtalet med Disney skulle löpa på.
År 2022 rapporterade SVT att den yngre publiken hade börjat fråga varför programmet måste ses just klockan 15 och varför på "gammel-TV", så för att bibehålla intresset beställde SVT animationer av Astrid Lindgrens sagor med jultema med förhoppningen att de på sikt skulle bli lika populära som Kalle Anka.

### Innehåll

#### Det amerikanska originalprogrammet
Det amerikanska originalprogrammet består av följande inslag:
- "I jultomtens verkstad"
- en scen ur Askungen
- en scen ur Lady och Lufsen
- en scen ur Snövit och de sju dvärgarna
- en scen ur Peter Pan
- en scen ur Pinocchio
- en scen ur Bambi
- kortfilmen Kalle Anka som jultomte (även kallad Nötkriget)

I originalversionen var Walt Disney själv med och presenterade programmet. Tingeling flög omkring och tände alla ljusen i vardagsrummet (som syns i slutvinjetten) och till sist trollade hon fram Walt Disney som miniatyr på spiselkransen, bredvid julkortet "From All of Us". Efter Walt Disneys död klipptes detta bort.
Till och med 1966 var den enda skillnaden mellan originalprogrammet och det svenska julprogrammet att det senare hade en svensk berättarröst. Julen 1967 byttes dock några av filmerna ut mot andra klipp, och fram till 1982 varierades innehållet från år till år. Detta har fått som följd att av de avsnitt som många av dagens svenska tittare ser som självklara ingredienser i sitt julfirande, är det endast fyra, som ursprungligen fanns med i programmet, förutom introduktion, mellanspelen med Musse Pigg och den avslutande "Ser du stjärnan i det blå?" med sång av Benjamin Syrsa, nämligen I jultomtens verkstad samt scener ur Askungen, Lady och Lufsen och Snövit och de sju dvärgarna.
Kalle Anka som Jultomte visades bland annat i dansk TV under ett antal år. Svensk och dansk TV har fortfarande olika versioner av programmen. I sydligaste Sverige kan man se båda versionerna då den danska sänds efter den svenska. Kalle Anka som Jultomte ansågs i Sverige som för våldsam och olämplig då filmen innehåller ett krig med en leksakskanon mellan Kalle och Piff och Puff. Några år efter att den försvunnit ur det svenska programmet togs den även bort ur det danska.

#### Programmet i Sveriges Television

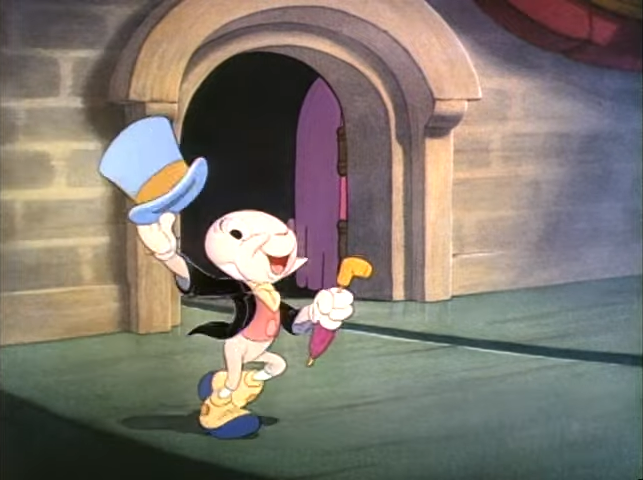
Benjamin Syrsa avslutar programmet med att sjunga "Ser du stjärnan i det blå?".

Sedan 1983 har majoriteten av innehållet varit det samma:
- I jultomtens verkstad - med sedan starten 1960.
- Kalle Anka i djungeln - sedan 1971.
- en scen ur Askungen - sedan starten 1960, undantaget 1969–1975 och 1978. På senare år dock nedklippt.
- Musse Pigg på camping - sedan 1982.
- en scen ur Lady och Lufsen - sedan starten 1960, dock under vissa år utan "Bella notte"-scenen.
- en scen ur Djungelboken - åren 1969–1970, samt sedan 1977.
- en scen ur Snövit och de sju dvärgarna - sedan starten 1960. Med joddlingssången En tokig sång.
- Tjuren Ferdinand - sedan 1971, undantaget 1982; se nedan.
- en scen ur Robin Hood - sedan 1974, undantaget[11] 1998; se nedan.
- Plutos julgran - åren 1967–1968, samt sedan 1983.

Utöver dessa episoder visas numera, i slutet, varje år ytterligare ett eller ett par filmklipp - överraskningsklipp - vanligen från nysläppta eller kommande animerade Disneylångfilmer.

#### Ändringar i filmerna
Samtliga inslag är nedkortade av antingen tidsskäl eller av hänsyn till innehållet. Ett exempel är bland annat Musse Pigg på camping med scener där Långben gör en majskolv till popcorn genom att av misstag sticka in sin gaffel i ett vägguttag, och när husvagnen är nära att bli påkörd av ett tåg, samt frontalkrocka med en lastbil. Dessutom är en kort del ur Kalle Anka i djungeln borttaget, då Kalle plockar fram en kulspruta för att skjuta ihjäl den skämtsamma lilla fågeln, som han blir så irriterad på.

##### I jultomtens verkstad
I jultomtens verkstad sändes först i en svartvit version, men sedan 1978 är den i färg. Fram till och med 2012 visades en svart docka som säger "mommy". Under samma period avbröts även leksakernas parad till tomtesäcken direkt efter Noaks ark, eftersom resten av paraden innehöll bland annat en docka föreställande en äldre skäggig man i grön frack som dansar en kosackdans. Denna docka ansågs vara en nidbild av en jude. Under 2012 bestämde sig Disney för att ta bort dessa två scener ur Jultomtens verkstad samt en med en blond docka som dyker upp precis före den svarta dockan. Tittarna protesterade, men SVT ville inte ha någon debatt.
I den version som visas i SVT:s julaftonprogram saknas ytterligare två scener: En där jultomten läser upp en otroligt lång önskelista från en pojke som önskar sig en massa djur, samt en scen då jultomten sjunger en sång strax innan han ger sig iväg på sin resa.

#### Tjuren Ferdinand1982
1982 byttes Tjuren Ferdinand ut mot Den fula ankungen (1931) men protesterna över det blev så omfattande att SVT tvingades att sända inslaget direkt efter den ordinarie sändningen.

#### Robin Hood1998
Klippet ur Robin Hood visades inte 1998 på grund av att SVT:s rättigheter till filmen hade gått ut. 1999 var dock Robin Hood tillbaka igen.
Inför sändningen år 2012 blev programmet digitalt restaurerat med förbättrad ljud- och bildkvalitet. Undertexten, som fanns under åren 1982-2011, togs bort.

### Programmet i TV 3
Svenska TV3 har också sänt julprogram med Kalle Anka på julafton, bland annat 1996. Inslagen var andra än de som brukar visas i SVT, och bland annat hade Lady och Lufsen-inslaget faktiskt jultema. I TV 3 behöll man delvis de engelska rösterna och använde textremsa för översättning till svenska och delvis använde man regelrätt dubbning i stället för lektorsdubbning (en berättarröst som inte helt ersätter originalrösterna).

## Antal tittare
Programmet håller sig stadigt på topp 5 bland TV-programmen när årsstatistiken över antalet tittare ska summeras. Den främsta konkurrenten är Melodifestivalen. Eventuellt kan stora sportsändningar också förekomma som till exempel Fotbolls-VM för herrar.
Statistik kommer från Mediamätning i Skandinavien.
| År   | Antal tittare | Placering i årsstatistiken |
| ---- | ------------- | -------------------------- |
| 1994 | ▬ 3 225 000   | #4                         |
| 1995 | ▲ 3 690 000   | #1                         |
| 1996 | ▲ 4 125 000   | #1                         |
| 1997 | ▲ 4 320 000   | #1                         |
| 1998 | ▼ 3 600 000   | #1                         |
| 1999 | ▲ 4 165 000   | #1                         |
| 2000 | ▼ 3 565 000   | #4                         |
| 2001 | ▲ 3 825 000   | #2                         |
| 2002 | ▼ 3 655 000   | #2                         |
| 2003 | ▼ 3 410 000   | #4                         |
| 2004 | ▲ 3 683 000   | #3                         |
| 2005 | ▼ 3 515 000   | #2                         |
| 2006 | ▲ 3 610 000   | #2                         |
| 2007 | ▼ 3 490 000   | #2                         |
| 2008 | ▼ 3 215 000   | #3                         |
| 2009 | ▲ 3 295 000   | #3                         |
| 2010 | ▲ 3 355 000   | #2                         |
| 2011 | ▲ 3 520 000   | #2                         |
| 2012 | ▲ 3 905 000   | #2                         |
| 2013 | ▼ 3 570 000   | #4                         |
| 2014 | ▲ 3 705 000   | #1                         |
| 2015 | ▼ 3 460 000   | #2                         |
| 2016 | ▲ 3 736 000   | #1                         |
| 2017 | ▲ 3 865 000   | #1                         |
| 2018 | ▼ 3 786 000   | #1                         |
| 2019 | ▼ 3 358 000   | #2                         |
| 2020 | ▲ 4 519 000   | #1                         |
| 2021 | ▼ 3 766 000   | #1                         |
| 2022 | ▼ 3 411 000   | #1                         |
| 2023 | ▼ 2 915 000   | #2                         |
| 2024 | ▲ 3 089 000   | #?                         |